# Petneházyrét
Petneházyrét Budapest egyik városrésze a II. kerületben.

## Fekvése
Határai: Turistaút a rét északi oldalán Budapest határától – Szép Juhászné út – Üdülő út és a belőle futó turistaút – Budapest határa a rét északi oldalán futó turistaútig – 11209 - 11339/5 helyrajzi számú telkek határvonala. A Nagy-Hárs-hegytől nyugatra található, a Fekete-hegy északi lejtőjéről eredő Kis-Ördög-árok völgyében.

## Története
1847-ben Döbrentei Gábor dűlőkeresztelője során az addigi „Sonnenwirthswiesen” helyett Petneházy Dávid hajdúkapitány nevét kapta meg, aki a hagyomány szerint Buda visszavívásakor 1686-ban elsőként tűzte ki a magyar zászlót a  várfalra. Toperczer Oszkár tudomása szerint Buda ostromát megelőzően, az ostromra készülő egységeket felmentő török seregek próbálták átkarolni, illetve hátba támadni, és egy ilyen, 9000 fős, janicsárokból és szpáhikból álló, Hidegkút felől felbukkanó csapat oldalba támadása és visszaverése fűződik Petneházy Dávid huszárjainak nevéhez; ezért kapta nevét a Petneházyrét. A patak völgyének északi lejtőjét eredetileg legelőnek használták, később lovascentrumot és szállodát alapítottak, északi részén a Fekete-fej lábánál szórványosan kertesházak épültek, a Szépjuhászné út mentén a déli csücskét pedig a közelmúltban elegáns villanegyed foglalta el.